# КСК (Каунас)
Культурно-спортивний клуб «Культус» Каунас (лит. Kownoer Sport Klub Kauno Kultus) — колишній литовський футбольний клуб з Каунаса, що існував у 1921—1940 роках.

## Досягнення
- А-ліга
  - Срібний призер (1): 1923
  - Бронзовий призер (1): 1929.